# Vega de Infanzones
Vega de Infanzones è un comune spagnolo di 863 abitanti situato nella comunità autonoma di Castiglia e León.